# Werner Traxel
Werner Traxel (* 6. Dezember 1924 in Hanau; † 1. September 2009 in Bayreuth) war ein deutscher Psychologe und Hochschullehrer. Er wirkte als Professor an den Universitäten in Bayreuth, Kiel und Passau mit den Schwerpunkten Experimentelle Psychologie, Methodik und Geschichte der Psychologie.

## Werdegang
Traxel studierte nach Kriegsdienst und Gefangenschaft ab 1946 Psychologie an der Ludwig-Maximilians-Universität in München. 1949 schloss er mit dem Diplom ab und promovierte 1952 bei Richard Pauli (1886–1951) über das Experiment in der zeitgenössischen Psychologie (Pauli verstarb 1951 und konnte die Arbeit nicht zu Ende betreuen.). Anschließend ging er nach Marburg als Assistent von Heinrich Düker und konnte dort sein Wissen in der experimentellen Psychologie vervollkommnen. 1959 organisierte er zusammen mit Düker die erste Tagung experimentell arbeitender Psychologen (TeaP) in Marburg, die bis heute weiterhin jährlich stattfindet. Er hat dabei mitgewirkt, einen Richtungswechsel in der damaligen deutschen Psychologie zur empirisch-experimentellen Arbeit mit einzuleiten.
Im Jahre 1959 habilitierte er sich bei Düker zu eidetischen Phänomenen und setzte sich kritisch mit Erich Rudolf Jaensch und Oswald Kroh auseinander. Hierzu früher von diesen publizierte Ergebnisse ließen sich nicht reproduzieren. Dass trotzdem Eidetik später immer wieder auftauchte, machte ihn gegenüber dem Wissenschaftsbetrieb skeptisch.
Er war ab 1962 Professor in Bayreuth, ab 1964 in Kiel, kehrte 1971 aber wegen der Studentenunruhen in Kiel nach Bayreuth zurück. Rufe nach Marburg (1964), Regensburg (während seiner Zeit in Kiel) und Würzburg (1973) lehnte er ab. Sein 1964 publiziertes Buch "Einführung der Methodik der Psychologie" gilt als erste Allgemeine Methodenlehre der Psychologie in Deutschland nach dem Zweiten Weltkrieg. 1981 nahm er einen Ruf an die neugegründete Universität Passau an. Am von ihm dort begründeten Institut für Geschichte der Neueren Psychologie konnte er dort eine Sammlung psychologischer Apparate und Dokumente aufbauen, eine psychologiegeschichtliche Schriftenreihe etablieren und verschiedene Tagungen zu psychologiehistorischen Themen organisieren.

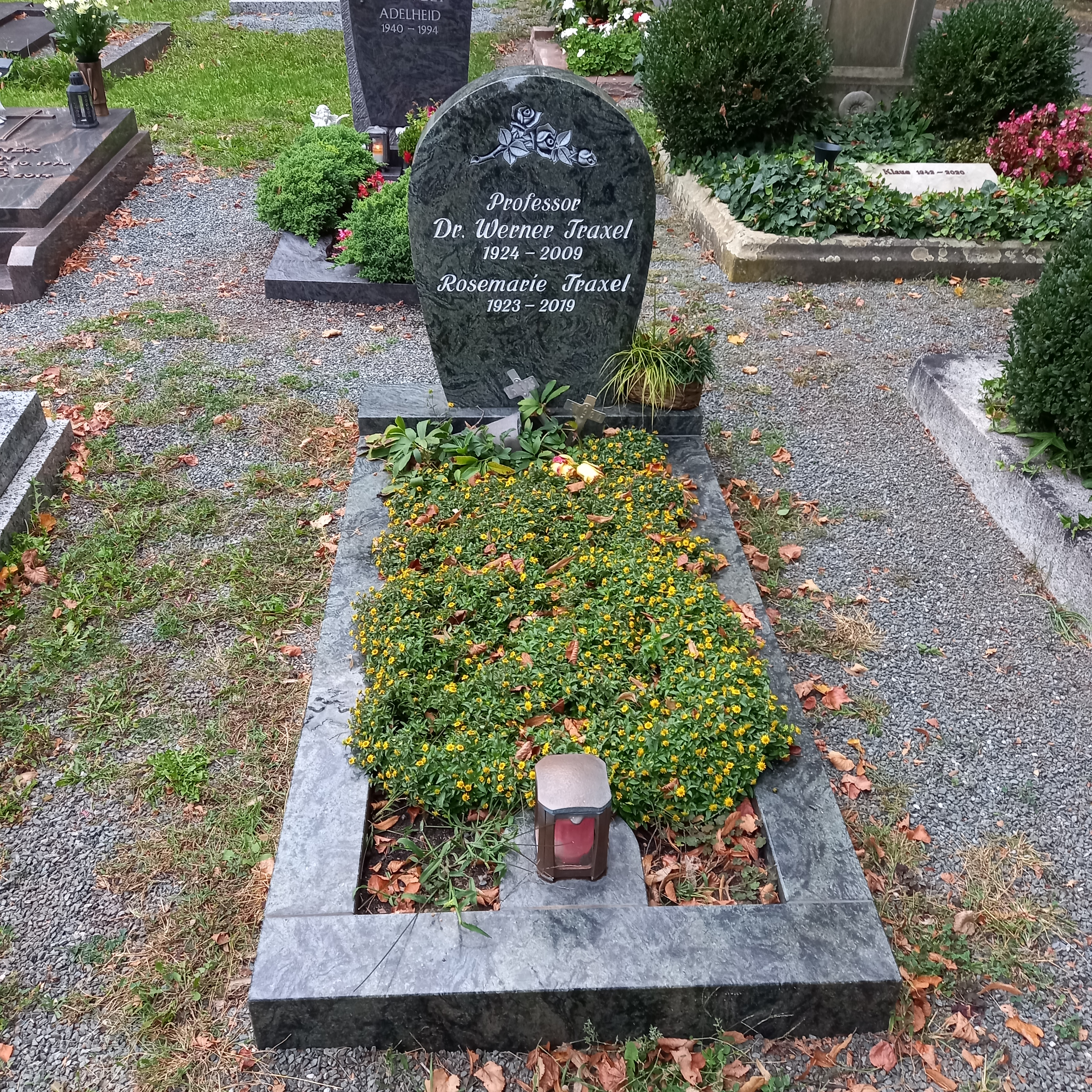
Das Grab von Werner Traxel und seiner Ehefrau Rosemarie auf dem Stadtfriedhof Bayreuth

Im sogenannten „Sprachenstreit“ vertrat Traxel die These, dass die Nachteile der Preisgabe der deutschen Sprache als Publikationsmedium die Vorteile der Verwendung der englischen Sprache überwiegen würden. Die Beschränkung auf eine einzige Wissenschaftssprache sei paradox, Übersetzung stelle ein Problem dar, da man sich nur in seiner Muttersprache in der für eine wissenschaftliche Publikation notwendigen Präzision ausdrücken könne. Dies träfe insbesondere auf die Sozial- und Geisteswissenschaften zu und führe dann nicht zu mehr Internationalität, sondern zu einem neuen Provinzialismus, der durch eine weltweite Gleichförmigkeit der behandelten Fragestellungen gekennzeichnet ist. Der Gegenentwurf sei eine sich in Grundideen, Arbeitsschwerpunkten und Sprachen unterscheidende Psychologie in regionale Zentren, die ihrerseits international in Verbindung stehen. Gustav A. Lienert antwortete mit einer Gegendarstellung in Form von 13 Thesen, wo er sich für eine weitgehende Verwendung der englischen Sprache in der schriftlichen als auch in der mündlichen wissenschaftlichen Kommunikation sowie in der Lehre aussprach.
Werner Traxel starb am 1. September 2009 im Alter von 84 Jahren in Bayreuth und fand seine letzte Ruhestätte auf dem dortigen Stadtfriedhof.
Im Jahr 2010 wurde die Werner und Rosemarie Traxel-Stiftung gegründet. Die Mittel sollen dem Adolf-Würth-Zentrum für Geschichte der Psychologie an der Universität Würzburg zugutekommen, welches der Nachfolger des 1981 an der Universität Passau als Institut für Geschichte der Neueren Psychologie von Traxel war und 2009 mit der Namensänderung an die Universität Würzburg verlegt wurde.

## Veröffentlichungen
- Kritische Untersuchungen zur Eidetik. Habil.-Schrift d. Philos. Fakultät Marburg 1959. auch: Archiv für die gesamte Psychologie, 114, 143–172. 1962.
- Einführung in die Methodik der Psychologie. Huber, Bern 1964.
- Über Gegenstand und Methode der Psychologie. Huber, Bern 1968.
- Grundlagen und Methoden der Psychologie. 2. Auflage. Huber, Bern, Stuttgart, Wien 1974.
- (als Mitherausgeber) Dorsch Psychologisches Wörterbuch (6. Auflage 1959 bis 8. Auflage 1970),
- Geschichte für die Gegenwart. Passauer Schriften zur Psychologiegeschichte (hrsg. vom Institut für Geschichte der Neueren Psychologie der Universität Passau) Band 1 1985, Band 2 1995.